# 게펀 레코드
게펀 레코드(Geffen Records)는 1980년 데이비드 게펀에 의해 설립된 미국의 음반사이다.
한때 워너 뮤직 그룹이 소유하고 있었으나, 현재는 유니버설 뮤직 그룹이 소유하고 있다.

## 소속 아티스트
- 파파 로치
- 위저
- 라이프하우스
- 카일리 미노그
- 셰어
- 레드 핫 칠리 페퍼스
- 해피 트리 프렌즈/너바나 - Happy Tree Friends/Nirvana (Geffen)
- 앨릭스 밴드
- 블링크-182
- 제이슨 데룰로
- 이글스
- 넬리 퍼타도
- 엘튼 존
- 새미 헤이거
- 림프 비즈킷
- 케이트 내시
- 오노 요코
- 라이즈 어게인스트
- 스눕 독
- 애슐리 티스데일
- 닐 영
- 롭 좀비
- 걸리셔스
- 시규어 로스
- 에어로스미스
- 콜드플레이
- 고릴라즈